# Merremia nervosa
Merremia nervosa är en vindeväxtart som beskrevs av Henri François Pittier. Merremia nervosa ingår i släktet Merremia och familjen vindeväxter. Inga underarter finns listade i Catalogue of Life.